# Bibliothèque du cinéma François-Truffaut
Bibliothèque du cinéma François-Truffaut (česky Filmová knihovna Françoise Truffauta) je specializovaná knihovna města Paříže, která je věnována kinematografii. Nachází se v podzemí obchodního centra Forum des Halles. Její rozloha je 1200 m2, z čehož je 580 m2 veřejného prostoru. Je zde 70 studijních míst, z toho 14 pro přehrávání DVD, 5 míst pro přístup ke katalogu, 5 míst pro přístup na internet a malý projekční sál pro 25 osob.

## Historie
Od 60. let začala městská knihovna 20. obvodu rozšiřovat na podnět svých správců filmový fond. Během let se sbírka neustále rozrůstala a byla přenesena do knihovny 6. obvodu. V roce 1983 se přestěhovala do nově otevřené knihovny André Malrauxe v Rue de Rennes, kde bylo více prostoru. Ze sbírky se stala samostatná Bibliothèque du Cinéma (Filmová knihovna), která pořádala výstavy, promítání, přednášky a vydávala časopis. Zvyšující se počet uživatelů znamenal postupně nedostatek místa a v polovině 90. let se uvažovalo o přemístění instituce. K němu došlo až v roce 2006. Knihovna byla znovu otevřena 5. prosince 2008 spolu s videotékou Forum des images a multikinem ve Forum des Halles.

## Sbírky
Knihovní fond obsahuje audiovizuální a knihy dokumentující dějiny a techniku kinematografie:25 550 knih, 72 titulů časopisů, 800 encyklopedií, slovníků a filmových bibliografií, 6700 novinových článků (o 35 000 filmových titulech), 11 000 DVD (filmy hrané, dokumentární, televizní, experimentální a krátkometrážní), přes 2000 CD filmové hudby. Knihovna rovněž vlastní archiv Jeana Gruaulta, francouzského scenáristy a Truffautova spolupracovníka, který byl zdigitalizován.
Je jednou z prvních specializovaných knihoven města Paříže, která má otevřeno i v neděli.